# Голокост у Білій Церкві
Голокост у Білій Церкві — масове знищення єврейського населення міста Біла Церква під час Другої світової війни. Одним із відомих епізодів цієї трагедії є розстріл дітей у серпні 1941 року.

## Опис
Якщо на заході України фізичне винищення євреїв було відтерміноване, то у центральній частині України воно було здійснене майже відразу після окупації. Типовим прикладом реалізації нацистської політики стала діяльність окупаційних органів у Білій Церкві, куди частини Вермахту ввійшли вже 16 липня 1941 р.
5 серпня на вулицях міста було розклеєно наказ № 4 управління бургомістра: «Пропонується всім євреям зрістом (так у тексті. – С. Б.) від 12 років, чоловікам та жінкам, які проживають в м. Біла Церква та околицях Заріччя, Роток, Олександрія з’явитись 6/VIII ц.р. о 8 ранку в управління бургомістра для реєстрації. Ухиляння від реєстрації буде каратись за законом воєнного часу. Бургомістр»
Ймовірно, текст наказу переклали з німецької мови або його написав етнічний німець. На це вказує використаний для позначення віку термін «зріст». Проте бургомістрат, який утворили за три дні до виходу цього наказу, не мав права приймати подібні рішення самостійно. Це була сфера компетенції польової жандармерії. Начальник білоцерківської поліції в період з листопада 1941 по березень 1943 рр. М. Томасевич так змальовував ці події: «Зареєстровані розділились на групи на чолі зі старостами, які відповідали своїм життям за наявний склад і лояльну поведінку окремих осіб. Зареєстровані повинні були носити на рукавах розпізнавальні знаки у вигляді зірок (гексаграма Давида. – С. Б.) і виходити щоденно на лісозаготівельні та інші роботи, не отримуючи за це ніяких харчів. Групи євреїв, направлених на роботу, загалом нараховували близько 300 осіб»
Позбавлення євреїв із перших днів окупації будь-яких громадянських прав, котрими в обмеженому обсязі продовжували користуватися інші категорії населення, шокувала більшість людей та породила сум’яття в головах чиновників щойно сформованої місцевої влади.Завідувач Узинського районного відділу громадських справ двічі звертався до відділу громадських справ у Білій Церкві з питання, чи можна реєструвати міжнаціональні шлюби.
Реєстрацію євреїв Білої Церкви здійснював секретар поліції Д. Колоніус. Основним завданням цього посадовця була обробка матеріалів та складання списків для ліквідації представників місцевого партійно-радянського активу та євреїв.
Начальник поліції М. Томасевич характеризував його як «жорстокого садиста», «противника радянської влади», адже в минулому Д. Колоніус був репресований, відбував покарання. Убивства мали місце вже з початку окупації. Так, О. Гончаренко цитує документ про розстріл чотирьох євреїв у дворі будинку №4 по вул. Торговій. За наказом німців їх стратив місцевий поліцейський. Він же, будучи напідпитку, розповів знайомому про власну участь у розстрілі «комуністів і євреїв» у лісі за передмістям Заріччя. Люди були доставлені сюди вантажівкою. Отримавши автомат, поліцай розстріляв три групи євреїв. У паузах між розстрілами він уживав спиртне. Після цього жертви «кожної ночі снилися йому»
Ще до середини серпня 1941 р. було розстріляно групу з 20–30 євреїв у складських приміщеннях Білоцерківського райунівермагу (БРУМ). Розстрілювали німці, але, за свідченнями М. Томасевича, участь в акції брали троє поліцейських на чолі з тодішнім начальником поліції Єльшиним. Присутнім був комендант поліції, походженням із німців-колоністів, який, за чутками, довго жив у Німеччині, був членом німецької компартії, але, незважаючи на це, користувався необмеженою довірою в командування польової жандармерії. Підготовка та самі розстріли ніколи не обходилися без його участі. Саме у цієї людини були ключі від приміщення, де утримувалися ув’язнені. Один із поліцейських, який брав участь у розстрілі цієї групи євреїв, розповідав, що коли він готувався до «акції», одна з приречених жінок звернулася до нього українською:
- «Що ви робите, чи є у вас серце? Ну, пам’ятайте, що ви нами розчиняєте, але ми вами замісимо».

Масові розстріли відбулися 19–20 та 22 серпня 1941 р. з прибуттям до Білої Церкви представників айнзатцгрупи «С». Ці підрозділи було створено поліцією безпеки та СД ще до війни з Радянським Союзом. Кожна група складалася з чотирьох–шести зондеркоманд. Порівняно нечисленні формування фахових убивць спромоглися за перші шість місяців війни знищити майже 500 тис. осіб, насамперед євреїв, а також українців, росіян, білорусів, ромів та ін. Із чотирьох айнзатцгруп, що мали гарантувати «політичну безпеку» на території воєнних дій та в тилу, дві («С» і «D») діяли на території України. Страти відбувалися майже в кожному українському місті. Відомо не менше 250 місць масових розстрілів. У Білій Церкві це був так званий Сьомий майданчик. До війни тут розквартировувалася військова частина. Приречених змушували зняти одяг, ставили на краю виритої ями і холоднокровно розстрілювали. І так поступово яма наповнювалася людськими тілами. Ще одним місцем масових страт став Третій майданчик. Про інше місце розстрілів розповів затриманий у листопаді 1944 р. поліцейський Є. Шевченко. Він свідчив, що наприкінці серпня 1941 р. біля управління бургомістра під виглядом залучення до прибирання вулиць міста зібрали понад 700 євреїв, серед яких були жінки, діти, люди похилого віку. Їх оточили двадцятеро поліцейських і повели на Третій майданчик. Місце розстрілу розташовувалося за міським базаром. Страті підлягали всі євреї незалежно від віку. У 1988 р. у США побачила світ книга трьох німців – журналіста Ернста Клеє, юриста Віллі Дрессена та історика Фолкера Райсса «Старі добрі часи: Голокост очима учасників та очевидців» («The Good Old Days: The Holocaust as Seen by its Perpetrators and Bystanders»). Назву обрали не випадково – так лірично охрестив свій особистий фотоальбом комендант Треблінки Курт Франц. О. Ярмола переклав спогади німецького офіцера про розстріли в Білій Церкві в перші місяці окупації, уміщені на сторінках цього видання. Імовірно, ці страти відбувалися на Третьому майданчику. Офіцер описував події середини – кінця серпня 1941 р. Його підрозділ розміщувався в будівлі сільськогосподарського інституту (в тексті: «інститут генетики». – С. Б.). Третій майданчик був неподалік. Ідеться про територію, огороджену муром із високими ґратчастими воротами на вході. Саме так зовні й виглядав Третій майданчик. Згадуваний вище поліцейський Є. Шевченко свідчив, що тут у цей період відбувся масовий розстріл.
Німецький офіцер так описав процедуру страти: «Я бачив, що перед глибокою ямою приблизно 9 дівчат або жінок стояли на колінах. Вони були обличчям до ями. Інші 9 дівчат чекали перед будинком. Мене особливо вразили спокій і дисципліна цих людей. Позаду дівчат, які стояли навколішки перед ямою, знаходилось відповідно по два солдати на кожну людину. Це були есесівці. За наказом старшого, вони стріляли з карабінів у голови. Люди падали вперед в яму. Вони іноді переверталися. Часом було видно, як відлітає верх черепа. Карателі були оббризкані кров’ю. Вони стріляли з відстані близько 5 метрів. Це була жахлива картина. Я пригадую, що старший есесівець стріляв в яму з автомата, причому він підходив до її краю… Пізніше, коли після страти відчинили залізні ворота, я підійшов до ями. Перед могилою були місця, в яких збиралася кров. Я не спускався в могилу. Могила була близько 7–8 метрів у довжину, близько 2,25 у ширину, за моєю оцінкою, початково вона була глибиною 4 метри. Вона була, коли я її того дня оглядав, ще на 2,5 метри від краю ями незаповнена. В цій могилі трупи лежали шарами. Мертві тіла були покриті землею. Коли я стояв біля ями, есесівець з 3 зірками й однією балкою (відзнаки на петлицях. – С. Б.) ще ходив навколо ями і пострілами добивав поранених. У цей перший вечір я побачив, як описаним мною способом було розстріляно близько 162 осіб. Щоразу розстрілювали 9 осіб. В цей час наступні 9 осіб мусили чекати, коли їх приведуть. Люди, які повинні були бути розстріляні, рухалися як процесія до цієї могили. Вони йшли тихо і спокійно назустріч смерті. За весь час страти, я бачив лише двох жінок, що плакали… Страти відбувалися щоразу вечорами близько 18 годин. Я був десь 6 тижнів у Білій Церкві і особисто бачив 6 страт, про подальші я чув, коли мої товариші поверталися додому й казали: “Вже знову стріляють”. Під час цих 6 страт, які я бачив, могло в цілому бути розстріляно близько 800–900 осіб. Це завжди була картина, яку я змалював. При цьому жертв завжди збиралося більше, ніж тих, хто розстрілював. Я ще сьогодні згадую повну картину цього. Це було якось завжди по-особливому, коли жертви перекидалися й падали в яму. Жертви звалювалися нерівномірно, а іноді хиталися, іноді падали в яму без усякого порядку. Я сам тримав у руці шматок шкіри з голови з волоссям із сивиною, що лежала недалеко від могили. Це було першого вечора, коли я був біля ями. Спочатку були розстріляні жінки. Наскільки я можу пригадати, я бачив 2 дітей».

## Розстріл дітей в серпні 1941 року.
У згаданому джерелі описано ще один моторошний епізод розстрілу малолітніх єврейських дітей у Білій Церкві 20 серпня 1941 р. Про це йдеться в повідомленнях кількох євангелічних та католицьких військових священиків, адресованих командуванню 295-ї піхотної дивізії, підрозділи котрої квартирували в Білій Церкві. Німецькі солдати звернули увагу священиків на те, що в одному з будинків знаходяться близько дев’яноста дітей у віці від кількох місяців до 7 років. Їхні батьки були розстріляні напередодні. Діти перебували в нестерпних умовах. Вони «лежали або сиділи на підлозі, покритій нечистотами. Мухи сиділи на ногах та нижніх частинах животів напіводягнених дітей. Деякі старші діти (2-, 3-, 4-х років) дряпали вапняний побіл на стінах та їли його. Двоє чоловіків, із вигляду євреї, намагались почистити кімнату. Повітря було наповнене неприємним запахом, маленькі діти, особливо ті, яким було декілька місяців, постійно плакали й стогнали». У сусідній кімнаті було ще декілька жінок. Одна з них тримала на руках немовля. Відносно них, – ішлося у повідомленні, – ще мало бути встановлено, чи належали вони до євреїв. Будинок охороняв український юнак віком 16–17 років, «озброєний» палицею (в іншому документі йшлося про рушницю).
Солдати повідомили священикам, що безперервний дитячий плач лунав з обіду вчорашнього дня. Того ж дня звідси вже було відправлено три вантажівки з дітьми. Їх супроводжував співробітник СД. Водій вантажівки розповів, що це були діти вже розстріляних євреїв, а також дорослі євреї, які мали бути транспортовані на розстріл. Побачене, судячи з документів, шокувало навіть звиклих до крові фронтовиків. Один із солдатів згадував, що в нього самого вдома діти. Результати інспекції священики повідомили ортскомендантові, але питання перебувало в компетенції фельдкомендатури. Не заставши фельдкоменданта, священики письмово повідомили про ситуацію начальникові гарнізону – командирові 295-ї піхотної дивізії. Із заявою спільно з представниками СД розбирався начальник штабу дивізії підполковник Ґроскурт. Він навіть надіслав запит командуванню армії. Фельдмаршал Вальтер фон Райхенау підтвердив необхідність розстрілу дітей, заявивши: «Фактично я вирішив, що акція, яка розпочалася, має бути доведена до кінця належним чином».
Крім повідомлень священиків, у книзі вміщено протокол допиту оберштурмфюрера СС А. Гефнера. Його зміст не може залишити байдужим: «Блобель наказав мені розстріляти дітей, – свідчив А. Гефнер. – Я спитав: “Хто саме буде розстрілювати?”. Він відповів: “Ваффен-СС”. Я запротестував: “Це зовсім молоді люди. Як ми зможемо пояснити їм, за що вони розстрілюють маленьких дітей?”. На це він мені відповів: “Тоді беріть своїх людей”. Я знову заперечив: “Як же вони це зроблять, коли в них самих є маленькі діти”. Ця суперечка тривала близько 10 хвилин. Я запропонував, щоб дітей розстріляла українська поліція, підпорядкована фельдкомендантові. Жодна зі сторін на це не заперечила. […] Солдати вермахту встигли заздалегідь вирити яму. Дітей привезли на гусеничному тягачі […]. Українці стояли навколо, вони тремтіли. Дітей зняли з тягача. Їх ставили над ямою і розстрілювали, так що вони падали прямо в яму. Піднявся неймовірний крик. Цю картину я не забуду ніколи в житті. Мені тяжко про це говорити. Особливо врізалася в пам'ять маленька білява дівчинка, яка схопила мене за руку. Її теж розстріляли. Яма була недалеко від гаю. Розстріл відбувався о пів на четверту – о четвертій пополудні наступного дня після переговорів із фельдкомендантом. У деяких дітей стріляли по 4–5 разів, доки ті не вмирали».
Цей епізод міститься в багатьох джерелах з історії Голокосту. Умисно чи ні, але вбивць названо узагальнююче – «українці». Це створило ілюзію, що українці у своїй масі були не просто антисемітами, але й безпосередньо причетними до масового винищення єврейського народу. Коментарі на сайтах, де розміщено ці документи, зайвий раз підтверджують цю завідомо неправдиву тезу.
Аргумент А. Гефнера про те, що кати з айнзатцгрупи не можуть стріляти в маленьких дітей, не відповідає дійсності. Адже в бесіді зі священиками водій вантажівки розповів, що діти вивозилися на трьох автомобілях на розстріл за день до цього. У попередньому фрагменті цитованої книги німецький офіцер згадував, що на власні очі бачив розстріл дітей. Власне, священики порушили питання про дітей, адже вони допускали якесь свавілля з боку української міліції (так на початку окупації часто іменували українську допоміжну поліцію. – С. Б.). З’ясувавши, що діти утримуються за рішенням нацистських органів, що допустили збій, вони прагнули надати цьому процесу організаційно затверджених форм. Жодного протесту щодо страт малечі з їхнього боку заявлено не було. Зауважимо, що начальник поліції М. Томасевич детально описав випадки розстрілів євреїв, до яких були причетні його підлеглі. Він же зазначав, що масові розстріли здійснювали німці, а саме спеціалізовані на масових вбивствах члени зондеркоманд. Лише за прямим наказом німецьких командирів поліцейські могли брати участь у розстрілах. Про страту дітей за участі поліції він не згадував. Зауважимо, що такий факт не міг залишитися невідомим. Співробітники радянських органів державної безпеки згодом детально з’ясовували участь колабораціоністів у встановленні нацистського «нового порядку». До вищої міри покарання засуджувалися особи, які доносили на євреїв та партійно-радянський актив. Варто звернути увагу й на те, що термін «українська поліція» має здебільшого територіальне значення, ніж національне. Адже до її складу входили не лише українці, але й представники інших національностей, у тому числі фольксдойче, які користувалися найбільшою довірою німців. Допускаємо, що під час допиту А. Гефнер свідомо намагався відвернути відповідальність за знищення дітей від себе та своїх поплічників. Зокрема, згадуваний у тексті штандартенфюрер СС, начальник зондеркоманди 4-а Пауль Блобель, який також керував знищенням євреїв у Бабиному Яру в Києві та Дрогобицькому Яру під Харковом, після війни був засуджений у ФРН до смертної кари через повішання (вирок виконали в 1951 р.). Сам А. Гефнер на процесі в Дармштадті, котрий тривав протягом 1967–1968 рр., був засуджений до 9 років тюремного ув’язнення. Помер він у 1999 р.
Місцем розстрілу в Білій Церкві було також подвір’я тюрми. У місті було дві в'язниці: одна – по вул. Підвальній, інша – по вул. Піонерській. У 1941 р. функціонувала лише перша. Тут СД чи жандармерія розстрілювали поодинці — як євреїв, так і інших в’язнів. Про один із таких епізодів свідчив М. Томасевич. Під час допитів він розповів, що взимку 1942 р. арештовані готували втечу. Про це стало відомо через зрадника, який сподівався таким чином заслужити собі звільнення. Після короткого розслідування трьох осіб було розстріляно на подвір’ї тюрми. М. Томасевич також розповів, що страти проводилися ґестапівцями або жандармами залежно від того, за ким значилася жертва.
Проте траплялося, що розстріл здійснював слідчий із політичних справ Б. Сухаревський. Він сам стверджував, що вбив на подвір’ї тюрми двох євреїв. Зазвичай допит заарештованих євреїв проводив секретар поліції Д. Колоніус. М. Томасевич згадував: «Допит супроводжувався садистським знущанням над арештованим. Колоніус терпіти не міг євреїв. Він виходив із себе, його по-звірячому вирячені на лоба очі вилізали з орбіт ще більше, він кричав і, якщо арештований робив найменшу спробу заперечувати, Колоніус бив його по обличчю гумовою трубкою. Закінчивши “допит”, він, як правило, увечері, іноді дуже пізно, у супроводі поліцейського відводив свою жертву до приміщення, що розміщувалося на розі Рокитнянської і Торгової вулиць, звідки ніхто із заарештованих не повертався».
Іншим разом М. Томасевич став свідком допиту одного арештованого єврея. Д. Колоніус витягнув у нього із кишені записника, де був перелік населених пунктів, і запропонував йому написати, що там знаходяться комуністичні осередки. Після цього він, задоволено посміхаючись, показував блок.
Із перших днів окупації за «порядок» у місті відповідала польова жандармерія, якій підпорядковувалася поліція. З просуванням вермахту далі на схід, у грудні 1941 р. польова жандармерія вибула з Білої Церкви. На зміну їй прийшла фельдкомендатура. Саме в її стінах вирішувалися долі арештованих. Там проводилися допити, вівся облік, приймалися рішення про розстріл. Міста першими пізнали, що таке расова політика нацистів. 29–30 вересня в Києві було страчено понад 34 тис. євреїв. Якась кількість уцілілих спробувала заховатися в родичів, знайомих по містечках та селах. Їх виловлювали на дорогах, заарештовували, а далі цих людей чекала одна доля. Дехто на цьому ще й наживався. Ходили чутки, що начальник узинської поліції затримував євреїв на дорогах, але за золоту монету в 5 руб. звільняв арештованого, щоб наступного дня знову його арештувати й отримати новий викуп. В архівах збереглися списки євреїв – в’язнів міської тюрми – станом на 23 грудня 1941 р. Із 42 осіб – 12 чоловіків, серед яких найстаршому було 75 років, а наймолодшому – 19; 26 жінок, найстаршій з яких був 51 рік, наймолодшій – 10. Коли кількість ув’язнених євреїв досягала 20 осіб, з’являлися німці з фельдкомендатури й на автомашині відвозили арештантів до Сьомого майданчику – на розстріл. Такі періодичні страти траплялися в останні місяці 1941 та у січні – лютому 1942 рр.
Допоміжна поліція брала активну участь у виявленні євреїв. Від початку вона розміщувалася у приміщенні бургомістрату, на нижньому поверсі, в одній великій кімнаті. У цій же будівлі працювала німецька польова жандармерія. У Державному архіві Київської області зберігся звіт про діяльність поліції від 16 грудня 1941 р. за підписом Д. Колоніуса. У документі йшлося про виявлених у місті трьох єврейок і трьох дітей. Поліцейський чиновник стверджував, що окремі євреї «маскувалися під українців». Зокрема, дружина комуніста, колишнього завідувача торговим відділом Яблонського. «У свій час, – доповідав Д. Колоніус, – вона була направлена до доктора Гільда, але він знайшов, що доказів того, що Яблонська українка, не досить». Інформацію про вцілілих євреїв збирали через завербованих таємних агентів та населення. У матеріалах справи М. Томасевича є свідчення агента І. Шутенка, який видав поліції трьох жінок-єврейок. Після арешту вони були страчені. Зазначимо, що самого І. Шутенка після арешту в 1944 р. засудили до вищої міри покарання – розстрілу. Покарання було замінене на 20-річне ув’язнення у ВТТ з 5-річним позбавленням політичних прав. Серед місцевого населення також знаходилися особи, які, бажаючи проявити свою лояльність до окупаційної влади, допомагали у виявленні євреїв. Так, за словами М. Томасевича, навесні 1942 р. до нього прийшов власник вокзального ресторану. У своїй заяві він зазначив, що комірницею в його закладі працює єврейка Відман, та застеріг поліцію щодо небезпеки перебування її на цій роботі, оскільки на залізничній станції скупчуються військові ешелони, за якими, мовляв, можна вести спостереження й у потрібний момент сигналізувати «розвідці». Наприкінці лютого 1942 р. в місті почав дислокуватися відділок жандармерії, очолюваний лейтенантом Фішером. Замість очікуваного посилення переслідування єврейського населення, їм було дозволено жити в районі міського базару. Для цього було відведено декілька будинків. Поліція, за наказом жандармерії, запровадила облік усіх євреїв, котрі мешкали в місті. Так тривало до кінця березня 1942 р., коли жандармерія наказала місцевій поліції негайно заарештувати всіх євреїв. Тоді було ув’язнено понад 100 осіб. До обох білоцерківських в'язниць почали звозити євреїв і з інших районів. Відтак тюремні приміщення переповнилися. Невдовзі кількість в’язнів подвоїлася за рахунок українців, які мали родинні зв’язки з євреями аж до третього покоління. У керівництва поліції, як згадував М. Томасевич, виникли сумніви щодо необхідності арешту українців. Проте начальник жандармерії Фішер, особисто перевіривши списки, заявив, що українці, які мають кровний зв'язок з євреями, згідно з циркулярами та расовою політикою Німеччини, підлягають фізичному знищенню. На другий чи третій день після цього заарештовані у супроводі поліцейських та жандармів були доставлені на Сьомий майданчик. Очевидець подій згадував, що машини загрузли у весняній багнюці, тож людей вивантажили й пішки погнали до місця розстрілу. Там один із німців наказав жертвам лягти долілиць на яруси трупів, а потім, походжаючи по краю виритого котловану, стріляв у них згори. Кількість страчених тоді становила близько 500 осіб. Рили могили-котловани й закопували розстріляних військовополонені з білоцерківських таборів.
Тієї ж весни 1942 р. до Білої Церкви звезли євреїв з усього округу, яким вдалося вижити до цього часу. Серед 200 осіб були жінки, діти, літні люди. Уже за добу до розстрілу їм було наказано повністю роздягнутися, їх вивезли за місто на Сьомий майданчик і вбили. Ці свідчення М. Томасевича підтвердив на допиті затриманий у 1944 р. поліцейський П. Зюлковський. Слід зазначити, що в Білій Церкві загинула певна кількість євреїв-військовополонених із двох таборів, розташованих на П’ятому та Сьомому майданчиках. Жінка-очевидець, яку німецький лікар ідентифікував як єврейку, залишила спогади про перебування в таборі: «Особливо важко приходилось євреям. Їх запрягали у тачки і підганяли імпровізованих коней, б’ючи по чому попаде нагаями, палицями та зброєю. Такої роботи багато хто не витримував та гинув на місці. Інших же 250 чоловік 7 листопада вивели з підвалу і розстріляли на території табору». Майно страчених збирали й обліковували

## Білоцерківці — Праведники народів світу.
Між українськими та закордонними істориками триває суперечка з приводу того, скільки українців брало участь у переслідуваннях єврейського населення. Була це маргінальна група злочинців і пристосуванців чи антисемітизм властивий більшості українського населення? Виглядає, що жодне з цих тверджень не має цілковитої рації. Твердити, що всі українці були антисемітами так само несправедливо, як звинувачувати всіх євреїв у злочинах більшовицької влади. Адже саме таку прив’язку намагалися зробити нацисти, постійно використовуючи термін «юдокомунізм». Загалом гама настроїв місцевого населення була широкою: від виразного осуду нацистського терору – до солідарності або навіть безпосередньої участі в екзекуціях. На прикладі Білої Церкви ми можемо стверджувати, що останніх були одиниці.
Натомість знайшлося чимало людей, які, ризикуючи життям, намагалися допомогти вижити своїм сусідам, знайомим, а то й зовсім незнайомим євреям. За переховування расових та політичних ворогів Третього Райху українцям загрожувала показова смертна кара. Але не зважаючи на це, ризикуючи життям чимало сімей допомагали євреям. Так, під час обшуку в одному із будинків на Заріччі наприкінці літа 1942 р. поліцейський Еске виявив єврейку, котра ховалася в печі. Шансів вижити в неї не було. Що ж стало з тими людьми, хто допомагав їй переховуватися, нам не відомо. Красномовною є стаття згадуваного вже секретаря поліції Д. Колоніуса, який у газеті «Дзвін волі» стверджував, що чимало білоцерківців переховували євреїв: «У нас на Заріччі та на Ротку є такі “женщини”, такі милосердні та жидолюбиві, що й зараз дають притулок жидам і большевикам. Виявити цих зрадників білої раси значить виконати свій обов’язок щодо спокою». За підтримки сусідів окремим жертвам нацистського терору вдалося врятуватися. На Стіні пошани в Яд-Вашем – Меморіальному комплексі катастрофи й героїзму єврейського народу в Єрусалимі – уміщено прізвища 15 білоцерківців, зарахованих до числа праведників народів світу, тобто тих, хто рятував євреїв під час Голокосту. Ось історія декого з них. Із початком нацистської окупації Одарка Шутенко з дочками Таїсією та Валентиною намагалася евакуюватися з Києва на схід. Проте дороги вглиб країни виявилися заблокованими. Вони повернулися додому – у Білу Церкву. Пізніше переїхали до села, у дім матері й вітчима Одарки – Мотрі та Івана Ромичів. Дорогою вони познайомилися з єврейкою Бертою Мосякіною з Кіровограда, яка попросила їх про тимчасовий притулок для себе та своєї п’ятирічної дочки Ади.
Одарка запропонувала Берті поїхати разом із ними до с. Трушки. Іван і Мотря вирішили, що надійніше буде сховати Берту, оскільки її зовнішність може видати, а п’ятирічну Аду вони представили всім як свою осиротілу небогу. У повітці для Берти приготували схованку у сіні, де вона проводила дні, на ніч перебираючись до хати. Берта дізналася, що чоловік Одарки – Володимир Шутенко, був комісаром партизанського загону, секретарем підпільного райкому КП(б)У, а сама Одарка – зв’язковою. Мати та вітчим Одарки знали про її діяльність. 8 серпня 1943 р. німці разом із місцевими поліцейськими заарештували Одарку й Івана. Потім вони підпалили хату. Мотря Ромнич, яка була хворою й не могла самостійно пересуватися, загинула у вогні. Дочок Одарки – Таїсію й Валентину, і дочку Берти – Аду, на той час не було вдома, вони гуляли на березі річки. Сусід Микола Кравченко надав їм притулок у хаті своєї тітки – Софії Паценко, де й сам жив на той час. Він розповів дівчатам, що їхнє житло спалене, і був дуже вражений, коли ті повідомили йому, що в повітці ховається єврейська жінка. Микола й Софія кинулися до запертого сараю, випустили звідти Берту, узявши її до себе. Берта й Ада залишилися у Софії Паценко, яка переховувала їх аж до завершення окупації. Доля Одарки Шутенко й Івана Ромича склалася трагічно – їх було живцем поховано неподалік від Володарки. 23 жовтня 2000 р. Яд-Вашем удостоїв Одарку Шутенко, її дочку Таїсію Шутенко-Форсюк, Івана й Мотрю Ромичів, Миколу Кравченка, Софію Паценко почесних звань праведників народів світу. Ось так, ціною двох життів і постійним ризиком смерті для ще зовсім юних людей були врятовані дві єврейки – мати й дочка.
Наступна історія стосується двох білоцерківських родин: української Костюшків та єврейської Мясковських і Горобцових. Олександр Костюшко, його дружина Марія та троє їхніх дітей мали друзів – Анну Мясковську, її батьків і дітей Григорія та Міндлю Горобцових. Ця єврейська сім’я допомогла Костюшкам в 1930-х рр., коли лютував голод. Із початку окупації та переслідувань євреїв члени сім’ї Костюшків прагнули допомогти своїм друзям. Вони приносили продукти спочатку їм додому, а потім, коли Григорія відправили на примусові роботи, намагалися передавати харчі в табір. Згодом Григорієві вдалося втекти з табору, знайти свою матір і разом із нею покинути місто. Після блукань округою вони добралися до Василькова, переховувалися в покинутих будівлях та на кладовищах, поки, геть знесилені, не зустріли Параску Погорілу – молоду вдову й матір трьох дітей. Вона сховала їх у себе вдома і впродовж двадцяти місяців ділила порівну свої мізерні харчі між власними дітьми та підопічними євреями. Щоб полегшити тягар, який випав на плечі Параски, Григорій іноді полишав схованку і знаходив тимчасовий підробіток у навколишніх селах. У жовтні 1943 р. Григорій учергове вирушив на пошуки заробітку та знайшов роботу на декілька тижнів у сусідньому з Васильковом селі. Проте, коли він зібрався повернутися в дім Параски, цьому завадили запеклі бої на радянсько-німецькому фронті під Васильковом. Місто було звільнене від німців 6 листопада 1943 р. Не маючи вибору, Григорій повернувся в Білу Церкву, до сім’ї Костюшків, де несподівано для себе зустрів свого дядька, Леоніда Горобцова, який із серпня 1943 р. переховувався в підвалі будинку Костюшків. Протягом місяця дядько з небожем залишалися в підвалі, Костюшки віддано турбувалися про них. Але неспокій за долю матері змусив Григорія вирушити на її пошуки. Проте йому не вдалося перетнути лінію фронту, і, повернувшись до Білої Церкви, він упав знесилений просто посеред вулиці. Григорія знайшов і підібрав Микола Навроцький, друг сім’ї Мясковських ще з довоєнних часів. Весь останній місяць перед звільненням міста Микола разом із дружиною переховували Григорія у себе вдома. Після війни Григорій, його матір та дядько Леонід оселилися в Києві, зберігаючи дружні відносини зі своїми рятівниками. 30 листопада 1997 р. Олександр і Марія Костюшки, їхній син Петро, Параска Погоріла, а також Микола Навроцький та його дружина були нагороджені почесними званнями праведників народів світу.
В архівних документах зафіксовано чимало фактів про зберігання українськими родинами майна єврейських сімей, котрі виїхали в евакуацію чи переховувалися. Ми не знаємо, скільки насправді було врятовано євреїв безіменними героями. Одні вважали, що вони просто виконували свій громадянський обов’язок, інші, зважаючи на хвилю антисемітизму, що піднялася одразу після війни, воліли краще про це мовчати.

## Кількість жертв
Надзвичайно складним є питання встановлення кількості жертв Голокосту в Білій Церкві. Допоміжна поліція статистику розстріляних не вела. Облік виявлених євреїв Д. Колоніуса не зберігся. Документацію німецьких окупаційних органів досі не знайдено. Не додає ясності у цьому питанні й «Акт про звірства німецько-фашистських загарбників в м. Біла Церква», складений на другий день після визволення міста, 5 січня 1944 р., комісією під головуванням старшого лейтенанта В. Котова у складі лікаря Білоцерківської поліклініки В. Горохова та жителя міста А. Євчука. Акт засвідчив, що поряд із табором військовополонених № 334 під назвою Сьомий майданчик, «ґестапо встановило загорожу з колючого дроту площею 100 х 75 м з одним входом». На цій, відкритій з усіх сторін, ділянці й проводилися масові розстріли. Мешканець міста І. Катусенко та член комісії А. Євчук (під час окупації перший працював слюсарем у таборі, другий – кочегаром) розповіли, що у загорожі було вирито три ями розміром 50 на 3 м і завглибшки до 2 м кожна. Жертв привозили сюди на автомобілях двічі на тиждень і по двоє заганяли до ями, на краю котрої стояв кат, який змушував приреченого лягати, стріляючи в голову. Заповнення цих ям - ровів, за твердженням свідків, розпочалося з весни 1942 р. Усього в них знаходилося 4200–4500 трупів розстріляних чоловіків, підлітків, дітей, жінок і немовлят. Але у серпні 1943 р. нацисти їх викопали, склали на купу, облили запалювальною речовиною і спалили. Ті трупи, яких не можна було витягнути, палили просто в ямах. Очевидно, що в цій братській могилі були останки й інших категорій розстріляних громадян, проте, без сумніву, переважали євреї.
Зазначимо, що названа комісія склала акт лише на основі показань двох осіб. Ексгумація останків не проводилася. Що лягло в основу визначення кількості жертв – особисті спостереження, чутки, – невідомо. Це місце навіть не було якось позначене, не те що увічнене для нащадків. Інші місця масових розстрілів до акту не потрапили. Але ж не менше 1000 розстріляних залишилися навічно на Третьому майданчику, десятки – у Голіндерні та інших місцях. Отже, єврейське населення постраждало спочатку від нацистів, а потім від радянської влади, котра «не помітила» фактів Голокосту. О. Гончаренко вважає, що кількість євреїв, які загинули в Білій Церкві під час окупації, становить близько 4500. Це – майже 50% єврейського населення міста порівняно з довоєнним періодом, що відповідає у відсотковому вимірі відповідним оцінкам по Київщині та Україні. На 1939 р., за офіційними джерелами, у Білій Церкві мешкали 9284 єврея. Проте оскільки Біла Церква була центром округу (ґебіта), то сюди звозили євреїв з інших районів. Окрім того, це число зростає, ураховуючи страти їх у двох концтаборах, розташованих на території міста. Отже, кількість знищених під час окупації в Білій Церкві євреїв є більшою від зазначеної вище, і складає понад 5 тис. осіб. Таким чином, вивчення раніше закритих матеріалів органів державної безпеки 1940–1970-х рр. щодо участі колабораціоністів у знищенні єврейського населення розкриває маловідомі обставини нацистської окупаційної політики. Натомість спогади очевидців, їхні свідчення, документи партійних та радянських органів проливають світло на героїчну поведінку українських родин, котрі рятували своїх сусідів-євреїв від нацистської розправи.
До цього часу вже були зроблені перші масові розстріли дорослого єврейського населення. Групу дітей, у віці від 0 до 7 років, числом від 90 чоловік, зібрали разом і помістили в підвалі. Імовірно, це була будівля де розміщувалася німецька комендатура, нині там знаходиться магазин «Каштан» по вулиці Ярослава Мудрого. Зафіксовані скарги кількох солдатів вермахту розквартированих поблизу. Солдати скаржились своїм капеланам на тривалий крик дітей. У справу включилися німецькі капелани, яких обурили нелюдські умови утримання дітей, вони клопоталися до чиновників вермахту про якнайшвидше вирішення даного питання.
У серпні 1941 року генерал Вальтер фон Райхенау, командувач 6-ю армією нацистської Німеччини, наказав своїм людям допомогти айнзатцгрупі і місцевим колабораціоністам із знищенням євреїв в Білій Церкві. Протягом наступних днів, було розстріляно більшість дорослого єврейського населення міста. Їхніх дітей, у віці від 0 до 7 років, замкнули в підвалі очікувати остаточного рішення. Кілька німецьких солдатів, стурбованих плачем дітей, повідомили про це своїм капеланам.
Два капелана, прикріплені до 295-ї стрілецької дивізії, католицький священик Ернст Тевес і лютеранський пастор Герхард Вильчек, прийшли на місце. Вони були обурені станом переляканих, голодних дітей. Капелани просили командувача армією звільнити дітей, але він відмовився. Тевес пізніше говорив, що він «виявився переконаним антисемітом». Зареєстровані двома іншими капеланами з 295-ї дивізії, ряд листів протесту були спрямовані до німецької влади з проханням про те, щоб дітей пощадили. Вони домоглися від штабного офіцера підполковника Гельмута Гроскурта відстрочки планованого розстрілу дітей. У прифронтових районах айнзацгрупи перебували під командуванням армії, тому їх командири були змушені підкоритися наказу Гроскурта про відстрочку розстрілу. Зрештою, втрутився сам Рейхенау і наказав стратити дітей.
Отримавши листа протесту від капеланів, Рейхенау писав їм у відповідь:
Тевес пізніше згадував: «Всі ті, кого ми хотіли врятувати були розстріляні. За нашою ініціативою, це сталося тільки на кілька днів пізніше, ніж планувалося». Один есесівець, який бачив наступні вбивства 21 серпня 1941 року описав їх наступним чином:
Я пішов у лісосмугу поодинці. Вермахт вже вирив ями. Діти були разом у тракторі. Я не мав нічого спільного з цією технічною процедурою. Люди стояли навколо і тремтіли. Дітей зняли з трактора. Їх вишикували уздовж верхньої частини ями і розстрілювали так, щоб вони падали в неї. Люди не цілилися в яку-небудь конкретну частину тіла. Вони впали в могилу. Стогони були невимовні. Я ніколи не забуду цю сцену протягом всього мого життя. Я вважаю, що це дуже важко витримати. Я особливо згадую маленьку світловолосу дівчину, яка взяла мене за руку. Вона теж була розстріляна пізніше… Могила була поблизу лісосмуги. Це не було поруч зі збройовим майданчиком. Виконання відбувалося в другій половині дня, приблизно о 3:30 або 4:00. Це сталося на наступний день після обговорення у капітан-лейтенанта… Багато дітей були вражені чотири або п'ять разів, перш ніж вони померли.

## Вшанування памя'ті
17 травня 2018 року у Верховній Раді України відбувся урочистий захід, присвячений презентації фільму Миколи Дружкова "Біла Церква. Шоа. Розстріляне дитинство".
Наразі йде активне обговорення місця встановлення в Білій Церкві пам’ятного знака жертвам Голокосту, конкурс на який вже оголошено.
Свою думку щодо пам’ятного знака висловив архітектор Олег Сафонов. Він, зокрема, зазначив, що саме Парк Слави міг би стати тим місцем, де була б зібрана вся тисячолітня історія Білої Церкви з її драматичними та трагічними сторінками, такий собі міський некрополь, «аби людина, яка відвідала його, вшанувала пам'ять своїх предків і співвітчизників та пишалася тим, що живе в цьому місті». Та для цього необхідно здійснити перепланування Парку, бо, на його думку, в центрі міста надто багато пам’ятних дощок, знаків, і «місто перетворюється на кладовище, тому необхідно упорядкувати це, щоб люди мали місце, де згадують про трагічні сторінки, а на вулицях лунав сміх і відчувалася радість буття».